# Kostel Neposkvrněného početí Panny Marie (Práče)
Kostel Neposkvrněného početí Panny Marie je farní kostel v římskokatolické farnosti Práče, nachází se v centru obce Práče. Kostel je historizující obdélná jednolodní stavba s půloválným závěrem. Kostel je chráněn jako kulturní památka České republiky.

## Popis
Kostel je jednolodní stavbou s obdélným půdorysem a půloválným presbytářem, součástí kostela je představená věž, která je vymezena lizénami. Hlavní vstup je prolomen do věže. Věž je zakončena jehlancovou střechou s makovicí a křížem. Na stranách lodi jsou prolomena zasklená okna s obloukem.

## Historie
Kostel byl postaven na počátku 20. století, zřejmě již kolem roku 1900.